# Delaford River
Der Delaford River ist einer der nördlichsten Flüsse an der Nordspitze von Dominica. Er entspringt am Pass des Bellevue Mountain in der Nähe der Northern Link Road zwischen Penville und Savanne Paile im Parish Saint Andrew und fließt nach Norden, auf dem Gebiet des namengebenden Delaford Estate und mündet nach steilem Abstieg nördlich der Siedlung La Haut bei Point Carib ins Karibische Meer. Direkt östlich schließt sich das Einzugsgebiet des Demitrie River an.